# Aston Villa Women Football Club 2020-2021
Questa voce raccoglie le informazioni riguardanti l'Aston Villa Women Football Club nelle competizioni ufficiali della stagione 2020-2021.

## Stagione
La stagione 2020-21 ha segnato l'esordio dell'Aston Villa nella FA Women's Super League, massima serie del campionato inglese, dopo la vittoria della Championship nella stagione precedente. Per l'occasione è stato comunicato un accordo biennale col Walsall Football Club per poter usufruire del Bescot Stadium di Walsall per le partite casalinghe. Il 25 gennaio 2021 Marcus Bignot è stato affiancato a Gemma Davies nel ruolo di guida tecnica della squadra.
Il campionato di FA Women's Super League è stato concluso al decimo posto con 15 punti conquistati, frutto di 3 vittorie, 6 pareggi e 13 sconfitte, conquistando la salvezza e mantenendo la categoria all'ultima giornata. In FA Women's Cup la squadra è stata eliminata subito al quarto turno, sconfitta dal Manchester City. In FA Women's League Cup la squadra ha superato la fase a gruppi da prima classificata, ma è stata poi eliminata ai quarti di finale dal Bristol City.

## Maglie e sponsor
Le tenute di gioco solo le stesse adottate dall'Aston Villa maschile.
| Casa | Trasferta | Terza divisa |

## Rosa
Rosa e numeri come da sito ufficiale.
| N. |                        | Ruolo | Calciatrice            |
| -- | ---------------------- | ----- | ---------------------- |
| 1  | Inghilterra (bandiera) | P     | Sian Rogers            |
| 2  | Germania (bandiera)    | D     | Caroline Siems         |
| 3  | Inghilterra (bandiera) | D     | Asmita Ale             |
| 4  | Inghilterra (bandiera) | D     | Ella Franklin-Fraiture |
| 5  | Inghilterra (bandiera) | D     | Elisha N'Dow           |
| 6  | Inghilterra (bandiera) | D     | Anita Asante           |
| 7  | Inghilterra (bandiera) | C     | Emma Follis            |
| 8  | Scozia (bandiera)      | C     | Chloe Arthur           |
| 9  | Danimarca (bandiera)   | A     | Stine Larsen           |
| 10 | Germania (bandiera)    | C     | Ramona Petzelberger    |
| 11 | Inghilterra (bandiera) | C     | Amy West               |
| 12 | Inghilterra (bandiera) | A     | Jodie Hutton           |

| N. |                        | Ruolo | Calciatrice             |
| -- | ---------------------- | ----- | ----------------------- |
| 14 | Inghilterra (bandiera) | C     | Emily Syme              |
| 15 | Inghilterra (bandiera) | D     | Natalie Haigh           |
| 16 | Inghilterra (bandiera) | D     | Olivia McLoughlin       |
| 17 | Inghilterra (bandiera) | A     | Sophie Haywood          |
| 18 | Inghilterra (bandiera) | A     | Freya Gregory           |
| 19 | Portogallo (bandiera)  | A     | Diana Silva             |
| 20 | Giappone (bandiera)    | A     | Mana Iwabuchi           |
| 21 | Germania (bandiera)    | D     | Marisa Ewers (capitano) |
| 22 | Giamaica (bandiera)    | A     | Shania Hayles           |
| 23 | Paesi Bassi (bandiera) | C     | Nadine Hanssen          |
| 27 | Inghilterra (bandiera) | P     | Charlotte Clarke        |
| 29 | Germania (bandiera)    | P     | Lisa Weiß               |

## Calciomercato

### Sessione estiva
| Acquisti | Acquisti            | Acquisti         | Acquisti             |
| R.       | Nome                | da               | Modalità             |
| -------- | ------------------- | ---------------- | -------------------- |
| P        | Charlotte Clarke    | Derby County     | doppia registrazione |
| P        | Lisa Weiß           | Olympique Lione  | [ 10 ]               |
| D        | Anita Asante        | Chelsea          | [ 11 ]               |
| D        | Caroline Siems      | Turbine Potsdam  | [ 12 ]               |
| C        | Chloe Arthur        | Birmingham City  | [ 13 ]               |
| C        | Ramona Petzelberger | SGS Essen        | [ 14 ]               |
| A        | Stine Larsen        | Fleury           | [ 15 ]               |
| A        | Diana Silva         | Sporting Lisbona | [ 16 ]               |

| Cessioni | Cessioni             | Cessioni          | Cessioni |
| R.       | Nome                 | a                 | Modalità |
| -------- | -------------------- | ----------------- | -------- |
| P        | Daniela Kosinska     | Stoke City        | [ 17 ]   |
| D        | Charlotte Greengrass | Nottingham Forest | [ 17 ]   |
| D        | Jade Richards        | Blackburn Rovers  | [ 17 ]   |
| C        | Alice Hassall        | Coventry Utd      | [ 17 ]   |
| C        | Sophie Maierhofer    | MSV Duisburg      | [ 17 ]   |
| C        | Phoebe Warner        | Coventry Utd      | [ 17 ]   |
| A        | Melissa Johnson      | Sheffield Utd     | [ 17 ]   |
| A        | Kerri Welsh          |                   | ritirata |

### Sessione invernale
| Acquisti | Acquisti      | Acquisti           | Acquisti |
| R.       | Nome          | da                 | Modalità |
| -------- | ------------- | ------------------ | -------- |
| A        | Mana Iwabuchi | INAC Kobe Leonessa | [ 18 ]   |

| Cessioni | Cessioni | Cessioni | Cessioni |
| R.       | Nome     | a        | Modalità |
| -------- | -------- | -------- | -------- |

## Risultati

### FA Women's Super League

#### Girone di andata
| Arbitro: | Byrne |

|  |           |                 |
|  | Marcatori | 6’, 21’ Stanway |

| Arbitro: | Heaslip |

|                                      |           |                   |
| Eikeland 24’ Bruton 40’ Williams 45’ | Marcatori | 79’ (rig.) Larsen |

| Arbitro: | Dowle |

|  |           |                                                           |
|  | Marcatori | 21’, 24’ Raso 28’, 53’ Emslie 40’ Gauvin 51’ Boye-Hlorkah |

| Arbitro: | Fearn |

|  |           |                                       |
|  | Marcatori | 41’, 66’ Petzelberger 56’, 75’ Hayles |

| Arbitro: | Conley |

|  |           |                                             |
|  | Marcatori | 3’ Kerr 35’ England 68’ Harder 70’ Eriksson |

| Arbitro: | Pearson |

|  |           |                               |
|  | Marcatori | 59’ Asante 90+2’ Petzelberger |

| Arbitro: | Welch |

|  |           |            |
|  | Marcatori | 72’ Walker |

| Arbitro: | Byrne |

|  |           |                      |
|  | Marcatori | 25’ Galton 89’ Toone |

| Arbitro: | Garratt |

|                                              |           |             |
| Morgan 13’ (rig.) Siems 36’ (aut.) Ayane 63’ | Marcatori | 24’ Hanssen |

| Dagenham 20 aprile 2021, ore 12:30 UTC+1 10ª giornata | West Ham | 0 – 0 referto | Aston Villa | Victoria Road\| Arbitro: \| Fearn \| |
| Arbitro:                                              | Fearn    |               |             |                                      |

| Arbitro: | Benn |

|  |           |                                            |
|  | Marcatori | 58’ Miedema 67’ Nobbs 73’ McCabe 88’ Evans |

#### Girone di ritorno
| Arbitro: | Fearn |

|                                                                         |           |  |
| Hemp 2’, 38’ Scott 17’ Stanway 31’ Haigh 40’ (aut.) White 45’ Kelly 79’ | Marcatori |  |

| Arbitro: | Downie |

|                          |           |                   |
| Iwabuchi 55’ Silva 90+1’ | Marcatori | 3’ James 57’ Rowe |

| Arbitro: | Simms |

|              |           |  |
| Iwabuchi 12’ | Marcatori |  |

| Arbitro: | Simms |

|             |           |             |
| Sarri 90+6’ | Marcatori | 28’ Gregory |

| Arbitro: | Conley |

|                                    |           |  |
| Hanson 27’ Sigsworth 43’ Zelem 72’ | Marcatori |  |

| Arbitro: | Conley |

|  |           |                               |
|  | Marcatori | 21’ Whelan 81’ (rig.) Kaagman |

| Arbitro: | Garratt |

|               |           |  |
| Kerr 24’, 57’ | Marcatori |  |

| Arbitro: | Pearson |

|                                               |           |            |
| Graham 38’ Christiansen 64’ (rig.) Magill 81’ | Marcatori | 90’ Arthur |

| Arbitro: | Heaslip |

|                              |           |                               |
| Sargeant 3’ (aut.) Haigh 35’ | Marcatori | 74’ Bryson 90+5’ Mastrantonio |

| Birmingham 2 maggio 2021, ore 12:30 UTC+1 21ª giornata | Aston Villa | 0 – 0 referto | West Ham | Villa Park\| Arbitro: \| Welch \| |
| Arbitro:                                               | Welch       |               |          |                                   |

| Borehamwood 9 maggio 2021, ore 14:00 UTC+1 22ª giornata | Arsenal | 0 – 0 referto | Aston Villa | Meadow Park\| Arbitro: \| Byrne \| |
| Arbitro:                                                | Byrne   |               |             |                                    |

### FA Women's Cup
| Manchester 17 aprile 2021, ore 13:00 UTC+1 Quarto turno                                                      | Manchester City | 8 – 0 referto | Aston Villa | Manchester City Academy Stadium |
| \| \| \| \| \| Kelly 16’, 41’, 84’ White 34’ Beckie 50’ Stanway 59’ Lavelle 72’ Mewis 90’ \| Marcatori \| \| |                 |               |             |                                 |
| |                 |               |             |                                 |
| Kelly 16’, 41’, 84’ White 34’ Beckie 50’ Stanway 59’ Lavelle 72’ Mewis 90’                                   | Marcatori       |               |             |                                 |

### FA Women's League Cup

#### Fase a gruppi
| Arbitro: | Simms |

|                   |           |  |
| Hutton 37’ (rig.) | Marcatori |  |

| Arbitro: | Fearn |

|  |           |                                                                                  |
|  | Marcatori | 7’, 10’, 28’ Hanssen 19’ Syme 50’ (rig.) Follis 56’, 90+4’ Silva 71’, 75’ Hayles |

| Arbitro: | Hattersley |

|                              |                      |                                   |
| Roberts 4’                   | Marcatori            | 74’ Follis                        |
| Wilson Hepple Lambert Briggs | Tiri di rigore 2 – 4 | Follis Hanssen Siems Larsen Haigh |

#### Fase a eliminazione diretta
| Arbitro: | Massey-Ellis |

|                 |           |            |
| Salmon 55’, 58’ | Marcatori | 86’ Larsen |

## Statistiche

### Statistiche di squadra
| Competizione            | Punti | In casa | In casa | In casa | In casa | In casa | In casa | In trasferta | In trasferta | In trasferta | In trasferta | In trasferta | In trasferta | Totale | Totale | Totale | Totale | Totale | Totale | DR  |
| Competizione            | Punti | G       | V       | N       | P       | Gf      | Gs      | G            | V            | N            | P            | Gf           | Gs           | G      | V      | N      | P      | Gf     | Gs     | DR  |
| ----------------------- | ----- | ------- | ------- | ------- | ------- | ------- | ------- | ------------ | ------------ | ------------ | ------------ | ------------ | ------------ | ------ | ------ | ------ | ------ | ------ | ------ | --- |
| FA Women's Super League | 15    | 11      | 1       | 3       | 7       | 5       | 25      | 11           | 2            | 3            | 6            | 10           | 22           | 22     | 3      | 6      | 13     | 15     | 47     | -32 |
| FA Women's Cup          | -     | 0       | 0       | 0       | 0       | 0       | 0       | 1            | 0            | 0            | 1            | 0            | 8            | 1      | 0      | 0      | 1      | 0      | 8      | -8  |
| FA Women's League Cup   | -     | 1       | 1       | 0       | 0       | 1       | 0       | 3            | 1            | 1            | 1            | 11           | 3            | 4      | 2      | 1      | 1      | 12     | 3      | +9  |
| Totale                  | -     | 12      | 2       | 3       | 7       | 6       | 25      | 15           | 3            | 4            | 8            | 21           | 33           | 27     | 5      | 7      | 15     | 27     | 58     | -31 |

### Andamento in campionato
| Giornata  | 1 | 2  | 3  | 4  | 5  | 6  | 7  | 8  | 9  | 10 | 11 | 12 | 13 | 14 | 15 | 16 | 17 | 18 | 19 | 20 | 21 | 22 |
| --------- | - | -- | -- | -- | -- | -- | -- | -- | -- | -- | -- | -- | -- | -- | -- | -- | -- | -- | -- | -- | -- | -- |
| Luogo     | C | T  | C  | T  | C  | T  | C  | C  | T  | T  | C  | T  | C  | C  | T  | T  | C  | T  | T  | C  | C  | T  |
| Risultato | P | P  | P  | V  | P  | V  | P  | P  | P  | P  | P  | P  | N  | V  | N  | P  | P  | P  | P  | N  | V  | N  |
| Posizione | 9 | 10 | 10 | 11 | 11 | 10 | 10 | 11 | 11 | 11 | 11 | 11 | 10 | 10 | 10 | 10 | 10 | 11 | 12 | 11 | 11 | 10 |

Legenda:

Luogo: C = Casa; T = Trasferta. Risultato: V = Vittoria; N = Pareggio; P = Sconfitta.

### Statistiche delle giocatrici
| Giocatore            | FA Women's Super League | FA Women's Super League | FA Women's Super League | FA Women's Super League | FA Women's Cup | FA Women's Cup | FA Women's Cup | FA Women's Cup | FA Women's League Cup | FA Women's League Cup | FA Women's League Cup | FA Women's League Cup | Totale   | Totale | Totale      | Totale     |
| Giocatore            | Presenze                | Reti                    | Ammonizioni             | Espulsioni              | Presenze       | Reti           | Ammonizioni    | Espulsioni     | Presenze              | Reti                  | Ammonizioni           | Espulsioni            | Presenze | Reti   | Ammonizioni | Espulsioni |
| -------------------- | ----------------------- | ----------------------- | ----------------------- | ----------------------- | -------------- | -------------- | -------------- | -------------- | --------------------- | --------------------- | --------------------- | --------------------- | -------- | ------ | ----------- | ---------- |
| A. Ale               | 18                      | 0                       | 2                       | 0                       | 1              | 0              | 0              | 0              | 4                     | 0                     | 0                     | 0                     | 23       | 0      | 2           | 0          |
| C. Arthur            | 17                      | 1                       | 3                       | 0                       | -              | -              | -              | -              | 2                     | 0                     | 1                     | 0                     | 19       | 1      | 4           | 0          |
| A. Asante            | 19                      | 1                       | 1                       | 0                       | -              | -              | -              | -              | 4                     | 0                     | 0                     | 0                     | 23       | 1      | 1           | 0          |
| C. Clarke            | 0                       | 0                       | 0                       | 0                       | -              | -              | -              | -              | 1                     | 0                     | 0                     | 0                     | 1        | 0      | 0           | 0          |
| M. Ewers             | 19                      | 0                       | 0                       | 0                       | -              | -              | -              | -              | 3                     | 0                     | 0                     | 0                     | 22       | 0      | 0           | 0          |
| E. Follis            | 15                      | 0                       | 0                       | 0                       | -              | -              | -              | -              | 4                     | 2                     | 0                     | 0                     | 19       | 2      | 0           | 0          |
| E. Franklin-Fraiture | 10                      | 0                       | 0                       | 0                       | -              | -              | -              | -              | 1                     | 0                     | 0                     | 0                     | 11       | 0      | 0           | 0          |
| F. Gregory           | 9                       | 1                       | 1                       | 0                       | 1              | 0              | 0              | 0              | -                     | -                     | -                     | -                     | 10       | 1      | 1           | 0          |
| N. Haigh             | 18                      | 1                       | 0                       | 0                       | 1              | 0              | 0              | 0              | 3                     | 0                     | 0                     | 0                     | 22       | 1      | 0           | 0          |
| N. Hanssen           | 16                      | 1                       | 3                       | 0                       | 1              | 0              | 0              | 0              | 4                     | 3                     | 0                     | 0                     | 21       | 4      | 3           | 0          |
| S. Hayles            | 19                      | 2                       | 0                       | 0                       | 1              | 0              | 0              | 0              | 3                     | 2                     | 0                     | 0                     | 23       | 4      | 0           | 0          |
| S. Haywood           | 8                       | 0                       | 0                       | 0                       | -              | -              | -              | -              | 2                     | 0                     | 0                     | 0                     | 10       | 0      | 0           | 0          |
| J. Hutton            | 17                      | 0                       | 6                       | 0                       | 1              | 0              | 0              | 0              | 2                     | 1                     | 1                     | 0                     | 20       | 1      | 7           | 0          |
| M. Iwabuchi          | 13                      | 2                       | 1                       | 0                       | 0              | 0              | 0              | 0              | 1                     | 0                     | 0                     | 0                     | 14       | 2      | 1           | 0          |
| S. Larsen            | 17                      | 1                       | 2                       | 0                       | 1              | 0              | 0              | 0              | 2                     | 1                     | 0                     | 0                     | 20       | 2      | 2           | 0          |
| O. McLoughlin        | 8                       | 0                       | 1                       | 0                       | 1              | 0              | 0              | 0              | 0                     | 0                     | 0                     | 0                     | 9        | 0      | 1           | 0          |
| E. N'Dow             | 20                      | 0                       | 5                       | 0                       | 1              | 0              | 0              | 0              | 4                     | 0                     | 0                     | 0                     | 25       | 0      | 5           | 0          |
| R. Petzelberger      | 11                      | 3                       | 1                       | 0                       | -              | -              | -              | -              | 2                     | 0                     | 0                     | 0                     | 13       | 3      | 1           | 0          |
| S. Rogers            | 2                       | -2                      | 0                       | 0                       | 1              | -8             | 0              | 0              | 2                     | -3                    | 0                     | 0                     | 5        | -13    | 0           | 0          |
| C. Siems             | 13                      | 0                       | 1                       | 0                       | 1              | 0              | 0              | 0              | 3                     | 0                     | 0                     | 0                     | 17       | 0      | 1           | 0          |
| D. Silva             | 14                      | 1                       | 1                       | 0                       | 1              | 0              | 0              | 0              | 4                     | 2                     | 0                     | 0                     | 19       | 3      | 1           | 0          |
| E. Syme              | 15                      | 0                       | 0                       | 0                       | 1              | 0              | 0              | 0              | 4                     | 1                     | 0                     | 0                     | 20       | 1      | 0           | 0          |
| L. Weiß              | 21                      | -45                     | 2                       | 0                       | 0              | 0              | 0              | 0              | 2                     | 0                     | 0                     | 0                     | 23       | -45    | 2           | 0          |
| A. West              | 6                       | 0                       | 0                       | 0                       | 1              | 0              | 0              | 0              | 3                     | 0                     | 0                     | 0                     | 10       | 0      | 0           | 0          |